# Aden (Illinois)
Aden es una comunidad no incorporada en el condado de Hamilton, Illinois, Estados Unidos. Adén está 6 millas (9,7 km) al oeste de Mill Shoals.

## Historia
Adén originalmente se llamaba Lower Hills. Se estableció una oficina de correos en Lower Hills en 1875, y la oficina de correos pasó a llamarse Adén en 1894.